# 산펠리페 (칠레)
산펠리페(스페인어: San Felipe)는 칠레 발파라이소 주 산펠리페데아콩카과 현의 현도인 코무나이다. 면적은 185.9km2, 높이는 654m, 인구는 71,104명(2012년 기준)이다. 도시가 설립된 시기는 1740년 8월 3일이다. 수도 산티아고에서 북쪽으로 88km 정도 떨어진 곳에 위치한다.